# بنيامين روموالديز
كان بنيامين «كوكوي» ترينيداد روموالديز (24 سبتمبر 1930 - 21 فبراير 2012) سياسيًا فلبينيًا شغل منصب حاكم ليتي وعُين لاحقًا سفيراً للفلبين في الولايات المتحدة، والصين، والمملكة العربية السعودية.
كان الشقيق الأصغر للسيدة الأولى في الفلبين السابقة إيميلدا ماركوس ووالد النائب السابق مارتن روموالديز.

## الحياة الشخصية
كوكي روموالديز هو ابن الراحل فيسينتي أوريستيس روموالديز، وهو عميد سابق لكلية الحقوق في كلية سانت بول في مدينة تاكلوبان. بدأ مسيرته السياسية بأن عمل كمساعد للرئيس آنذاك دانييل روموالديز في الفترة من 1957 إلى 1961. كان الشقيق الأصغر للسيدة الأولى السابقة إميلدا ماركوس وأب النائب السابق مارتن روموالديز. كان متزوجًا من جولييت غوميز، وأولاده هم دانيال وهو مهندس معماري في نيويورك، ومايكل؛ وبنيامين فيليب، وهو الرئيس والمدير التنفيذي لشركة بينجويت، وبنيامين مُتزوج من رئيسة لجنة الاستقصاء والرئيسة التنفيذية ماريا أليكسندرا؛ وفرديناند مارتن مُتزوج من يدا ماري.

## الحياة السياسية
بدأ روموالديز مسيرته المهنية في السلك الدبلوماسي والسياسي التي امتدت لأكثر من 20 عامًا. خدم عدة فترات كحاكم ليتي. عينه صهره الرئيس فرديناند ماركوس، سفيرًا للفلبين لدى الصين والمملكة العربية السعودية والولايات المتحدة أثناء توليه منصب حاكم ليتي حتى عام 1986، عندما اغتربت عائلته بسبب ثورة سلطة الشعب. تم انتخابه لاحقًا كعضو في حزب باتاسانغ بامبانسا عام 1984، لكنه فضل البقاء سفيرًا للولايات المتحدة وبالتالي فقد تم استبعاده من البرلمان.
كان له دورًا أساسيًا في إقامة العلاقات الدبلوماسية بين الفلبين وجمهورية الصين الشعبية في السبعينيات حيث أصبح أول سفير للفلبين في بكين.
معروفًا بمهاراته التنظيمية، مهد روموالديز الطريق لرئيس الدولة آنذاك ماركوس لزيارات سياسية لمختلف البلدان بما في ذلك الولايات المتحدة الأمريكية.  

## الموت

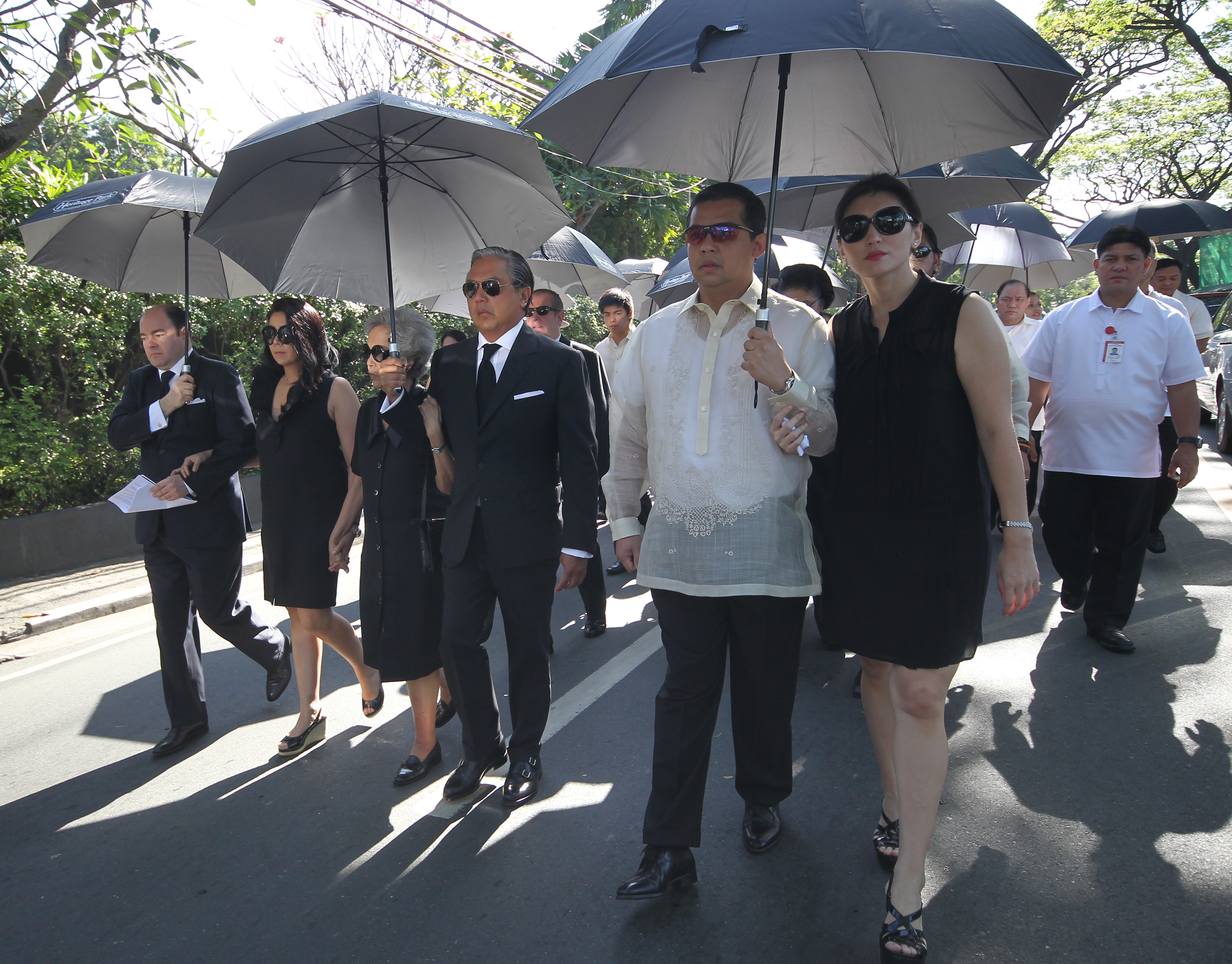
جنازة بنيامين روموالديز.

توفي بعد ظهر يوم 21 فبراير 2012 بعد صراع مع السرطان في مركز ماكاتي الطبي في مدينة ماكاتي، الفلبين عن عمرًا يناهز 81 عامًا.